# Zahrádky (Česká Lípa-i járás)
Zahrádky település Csehországban, Česká Lípa-i járásban. Zahrádky Kvítkov, Provodín, Sosnová, Holany és Jestřebí településekkel határos. Lakosainak száma 703 fő (2024. január 1.).

## Népesség
A település lakosságának változását az alábbi diagram mutatja:
| Lakosok száma | 1316 | 1175 | 1198 | 855  | 603  | 583  | 707  | 689  | 719  | 703  |
|               | 1869 | 1890 | 1921 | 1950 | 1980 | 2001 | 2017 | 2019 | 2022 | 2024 |